# Earlville (Queensland)
Earlville is een plaats in de Australische deelstaat Queensland en telt 4030 inwoners (2016).